# Scopula coenosata
Scopula coenosata là một loài bướm đêm trong họ Geometridae.